# Kavadarci
Kavadarci (makedonsko ) so mesto s skoraj 30.000 prebivalci v Severni Makedoniji, natančneje v pokrajini Tikveš. V osrčju vinske dežele Severne Makedonije je največja vinska klet v jugovzhodni Evropi, poimenovana po ravnici Tikveš. Mesto Kavadarci je sedež občine Kavadarci. V bližini Kavadarcev se nahaja največje umetno jezero v Severni Makedoniji, Tikveško jezero. 

## Zgodovina

### Klasično obdobje
V pokrajini Tikveš okoli Kavadarcev so odkrili številne artefakte in strukture, ki segajo v prazgodovino. Na arheološkem najdišču v bližnjem mestu Stobi (makedonsko Стоби) so bili odkriti bronasti in keramični artefakti iz 6. in 7. stoletja pred našim štetjem. To mesto naj bi bilo ustanovljeno v helenskem obdobju; ker je bil na glavni cesti Via Egnatia, ki je vodila od Donave do Egejskega morja, je postal pomembno vojaško, gospodarsko in kulturno središče. K razcvetu in pridobitvi statusa municipija je pripomogla ustanovitev kovnice v rimskem obdobju, na tem območju so se izdelovali tudi denarji in kovanci z napisom Municipium Stobensium. Odkrite so bile številne stavbe in spomeniki tega obdobja, kot je gledališče. V Stobiju naj bi že v 3. stoletju obstajala judovska skupnost, vendar so njeno sinagogo v 4. stoletju podrli in na njenem mestu zgradili krščansko baziliko. V poznem 5. in začetku 6. stoletja je bilo mesto opustošeno v velikih avarsko-slovanskih vpadih. Stobi, ki je bil prej središče te pokrajine, je nadomestila nova vas Dukena.

### Osmansko cesarstvo
Med okupacijo Osmanskega cesarstva v 14. stoletju se je zgodilo veliko sprememb; Osmani so uničili vse obstoječe vasi in jih nadomestili z orientalsko arhitekturo. Vaščani iz Raštanija in Dukene, ki so bežali pred Osmani, so se naselili na novem območju in s seboj pripeljali številne družine, ki danes obstajajo v Kavadarcih. Iz tega naselja je nastala nova vas. V 17. stoletju je ta rastoča vas pritegnila veliko pozornosti in spodbudila veliko selitev ljudi iz okoliških hribov in vasi, s čimer je nastalo novo mesto, imenovano Kavadarci.
Kavadarci so bili pod jurisdikcijo bitolskega pašaluka (osmanska vojaška teritorialna enota, ki jo je nadzoroval paša). S turško večino so po mestu zgradili številne begovske rezidence in več mošej. V tem času so bili Kavadarci trdno uveljavljeni kot novo središče pokrajine Tikveš. V času bolgarskega narodnega preporoda je v mestu delovala bolgarska cerkvena občina.
Po ustanovitvi komiteja TMORO (Notranja makedonska revolucionarna organizacija) s strani Dame Grueva leta 1894 in po Ilindensko-preobrazbeni vstaji so na območju Tikveša delovale številne revolucionarne čete, ki so delovale s ciljem osvoboditve Makedonije in Adrianopolitanske Trakije izpod Osmanskega cesarstva.

### 20. stoletje
V tem obdobju so Kavadarci cveteli in postali veliko gospodarsko, upravno in politično središče na območju Tikveša.
Junija 1913 je proti srbskim okupacijskim silam prišlo do Tikveške vstaje.  Odporniki so osvobodili večji del Tikveške pokrajine, vključno z mesti Kavadarci, Negotino, Vataša in nekaj manjšimi vasmi. Srbske vojaške sile so ubile približno 1200 ljudi in požgale več kot 1000 domov. Večina Turkov je zbežala v Turčijo. Recep Vardarlı se je preselil v Turčijo in leta 1943 ustanovil podjetje Tikveşli ("Prišel iz Tikveša" v turščini), ki proizvaja jogurt in ayran. Podjetje je bilo leta 1998 prodano Danoneu.
Od leta 1929 do 1941 so bili Kavadarci del Vardarske banovine Kraljevine Jugoslavije.
Med drugo svetovno vojno, po porazu Jugoslavije s strani Nemčije aprila 1941 in pred vstopom bolgarskih čet v Vardarsko Makedonijo, je bil v Kavadarcih ustanovljen lokalni Bolgarski akcijski odbor. Mesto je bilo do septembra 1944 pod bolgarsko oblastjo.
»Med letoma 2011 in 2012 se je število diagnoz raka v Kavadarcih in okoliških vaseh močno povečalo, z 981 na 1.332. Po podatkih tamkajšnje zdravstvene ambulante narašča tudi pediatrični rak«. Leta 2012 je »zbolelo za rakom 17 otrok, mlajših od šest let«.

## Občina Kavadarci
Površina občine je 992,44 km², gostota naseljenosti je 39,04 prebivalcev/km². Mesto Kavadarci je v jugovzhodnem delu Severne Makedonije in je najpomembnejše mesto v pokrajini Tikveš. Od Skopja je mesto Kavadarci oddaljeno 105 km, drugo večje mesto v bližini je Negotino (10 km). Prvič se mesto omenja v turških spisih iz leta 1823 kot mala naselbina (kasaba) z okrog 2000 prebivalci.
Občina Kavadarci se razteza od osrednje regije Povardarje do visokogorja Vitačevo (makedonsko Витачевo) in jo prečkata reki Crne reke (makedonsko Црна Река) in reke Vardar (makedonsko Вардар). Pokriva veliko območje v Tikveški dolini s skupno površino 391 km² in ima 31 naselij, največje med njimi je Vataša (makedonsko Ваташа).
| Rožden (Рожден)       | Šeškovo (Шешково)     | Vataša (Ваташа)       | Vozarci (Возарци)             |
| Galište (Галиште)     | Garnikovo (Гарниково) | Glišić (Глишиќ)       | Grbovec (Грбовец)             |
| Dabnište (Дабниште)   | Dobrotino (Добротино) | Dragožel (Драгожел)   | Dradnja (Драдња)              |
| Drenovo (Дреново)     | Kjesendre (Ќесендре)  | Košani (Кошани)       | Marena (Марена)               |
| Pravednik (Праведник) | Raec (Раец)           | Resava (Ресава)       | Sopot (Сопот)                 |
| Fariš (Фариш)         | Begnište (Бегниште)   | Šivec (Шивец)         | Brušani (Брушани)             |
| Radnja (Радња)        | Klinovo (Клиново)     | Kamen Dol (Камен Дол) | Mrzen Oraovec (Мрзен Ораовец) |
| Konopište (Конопиште) | Mrežičko (Мрежичко)   | Majden (Мајден)       |                               |

## Prebivalstvo
Po statističnih podatkih iz leta 2002 živi v občini 38.741 prebivalcev, v samem mestu pa 29.188 prebivalcev in spada med srednje velika mesta v Severni Makedoniji. Etnična sestava prebivalcev je naslednja:
- Makedonci 28354 (97,14%)
- Albanci 2
- Тurki 151
- Romi 368
- Srbi 159
- Bolgari 4
- Ostali 128

## Industrija

### Vino
Najbolj znan izvoz Kavadarcev je vino, mesto je dom največje kleti v jugovzhodni Evropi. Vinogradi v regiji pokrivajo skupno površino 120 kvadratnih kilometrov in proizvedejo do 85.000 ton grozdja letno. Klet Tikveš je ena najstarejših kleti v Severni Makedoniji, ki vsako leto predela do 55 milijonov kilogramov grozdja in proizvede približno 35 milijonov litrov vina. Ocenjuje se, da se od 38.000 državljanov kar 85 % ukvarja s pridelavo grozdja.
Tradicija vinarstva in pridelave grozdja v pokrajini Tikveš sega v 4. stoletje pred našim štetjem. Industrija je v srednjem veku uspevala, saj so proizvodnjo, kot je bilo takrat običajno po vsej Evropi, izdelovali v samostanih.
Pokrajina Tikveš je na območju z edinstvenim in ugodnim podnebjem, ki nastane zaradi združitve sredozemskega morja z juga in celinskega s severa. V kombinaciji z obdelovalno prstjo z visoko vsebnostjo erodirane gline je to območje najbolj ugodno za gojenje grozdja.
Združeni občini Kavadarci in Rosoman uporabljata 20 % celotne kopenske mase Severne Makedonije (5142 km2) za gojenje grozdja. Država je sedmi največji izvoznik vina v EU izven regije. Od celotnega pridelka v Kavadarcih je 80 % vinskega grozdja in 20 % namiznega grozdja. Čeprav je največja in najbolj plodna, Tikveš nikakor ni edina vinska klet v mestu: drugi sta še Čekorovi (makedonsko Чекоров) in Popov (makedonsko Попов). Združene kleti v regiji izvažajo v do 26 držav.

### Topilnica feroniklja
Druga pomembna industrija je proizvodnja feroniklja v tako imenovani dolini niklja. Do leta 2013 je topilnica prejemala vsaj del vhodne rude iz rudnika v Ržanovem , s katerim je bila povezana z najdaljšim tekočim trakom na svetu. Podjetje FENI Industries s pestro zgodovino lastnikov, med katerimi so bili nekaj časa Beny Steinmetz, Alexander Mashkevich, Patokh Chodiev in Alijan Ibragimov v Cunico Resources , je proizvedlo med 12.000 in 16.000 ton feroniklja letno. Talilnica je bila približno leta 2018 za nekaj časa zaprta in ponovno izstopila iz postopka insolventnosti, ki ga je vodilo sodišče, kot EuroNickel Industries.

### Prosta ekonomska cona
V želji po večjem zanimanju domačih in tujih investitorjev je bila leta 2000 v Kavadarcih ustanovljena prva prosta ekonomska cona (FEZ) Severne Makedonije. Nemško podjetje DRÄXLMAIER Group je bilo prvi investitor v FEZ z odprtjem prve tovarne leta 2012. Tovarna proizvaja sklope električnih sistemov za avtomobilsko industrijo. Tovarna je največji delodajalec v mestu, s trenutnim številom zaposlenih nad 5000 zaposlenih.

### Tobak
Kavadarci so znani po proizvodnji lesa in tobaka. Alliance One Macedonia, eno največjih podjetij za predelavo tobaka v Severni Makedoniji, je v Kavadarcih in proizvaja in izvaža makedonski orientalski tobak v ZDA, na Japonsko ter v izbrane države EU in Azije.

## Znamenitosti

### Tikveški Grozdober
V prvem tednu septembra vsako leto nekaj dni poteka festival, imenovan Tikveški grozdober (Tikveška trgatev), ki označuje začetek trgatve v pokrajini Tikveš in obeležuje osvoboditev Kavadarcev. Tolikšen je pomen tega sadeža, mestna zastava je sestavljena iz šestih krogov v beli in rdeči barvi, ki predstavljajo najbolj bogat in pomemben pridelek mesta.
Tikveški Grozdober se uradno začne leta 1964. Poteka več dni in je ena največjih tovrstnih kulturnih manifestacij v regiji.
Festival vključuje folk, pop in rock koncerte, tradicionalne plese, seminarje, predstavitve in razstave. V tem času so v središču mesta odprte številne začasne restavracije, stojnice in trgovine, ki obiskovalcem omogočajo izkusiti vonjave in okuse lokalnih dobrot. Vrhunec doseže s pustno povorko po glavnih ulicah mesta.

### Tikveško jezero
Tikveško jezero (makedonsko Тиквешко Езеро) je največje umetno jezero v Severni Makedoniji. Leži na nadmorski višini 165 metrov, 8 kilometrov jugozahodno od Kavadarcev na Crni reki in 3 kilometre od vasi Vozarci. Jezero je bilo zgrajeno leta 1968 s preusmeritvijo rečne vode in izgradnjo 104 metrov visokega jezu. Ima površino približno 14 kvadratnih kilometrov, dolžino 28,5 kilometrov in širino 500 metrov. Povprečna temperatura vode je 24 °C, največja globina je 150 m, skupna prostornina pa približno 475 kubičnih metrov. Dva glavna vira vode sta Crna reka in reka Dragov.
Umetna akumulacija oskrbuje lokalno območje z vodo za namakanje in ribištvo. Proizvaja električno energijo z uporabo hidroelektrarne (HE), je športno-rekreacijski kraj, zaradi kulturnih spomenikov ter bogatega rastlinskega in živalskega sveta pa je priljubljena turistična atrakcija.
Območje okoli Tikveškega jezera je razglašeno za zavarovano območje; to sta kot naravovarstveni projekt za zaščito divjadi in okolice ustanovila in podprla lokalno okoljsko društvo ODEK in javno podjetje Tikveško polje.

### Strogi naravni rezervat Tikveš
Strogi naravni rezervat Tikveš, ustanovljen leta 1997, je 30 km jugovzhodno od Kavadarcev in pokriva območje približno 100 kvadratnih kilometrov. V rezervatu je prisotnih okoli 23 vrst ujed, od tega jih 17 gnezdi na tem območju. Velja za eno najpomembnejših ornitoloških območij v Evropi.

### Pološki samostan in cerkev sv. Bogorodice Drenovske
Pološki samostan sta v 14. stoletju zgradila oče in sin iz Prespe (makedonsko Преспа), znana po gradnji samostanov in cerkva po Makedoniji. Par se je lotil dela, sin je zgradil cerkev v Drenovem (makedonsko Drenovo), oče pa Pološki samostan (makedonsko Полошки Манастир). Ko je oče dokončal gradnjo Pološkega samostana, se je vrnil na Drenovo.
Zaradi nečimrnosti in ošabnosti je sin trdil, da je cerkev, ki jo je zgradil, tako lepa in tako dobro narejena, da je ne bi mogel porušiti, tudi če bi sveti Ilija prišel iz nebes. V tistem trenutku se je pojavila strela z modrega neba: sveti Ilija, ki ga je ta trditev razjezila, je novo cerkev razpolovil. Pravijo, da če se zlom popravi, se vsako leto na dan Ilinden (makedonsko Илинден), 2. avgusta (dan sv. Ilije), cerkev razdeli na točno istem mestu.
Cerkev v Pološkem samostanu je posvečena Sveti Gorgiji (sv. Juriju) in je na jugozahodni obali Tikveškega jezera, ki je dostopna samo s čolnom. Njegove freske so popolnoma ohranjene in jih je mogoče datirati v 14. stoletje; izjema so le tiste v narteksu, ki je nastal v 17. stoletju. Najnovejša in zadnja obnova stavbe je potekala v 19. stoletju. Samostan je znan po svojih zbirkah unikatnih ikon, lesenih rezbarij in predvsem po freskah, ki se od drugih iz istega obdobja razlikujejo po nenavadnih kompozicijah.

### Markov stolp
Markov stolp je kamnita zgradba v središču mesta Kavadarci; postavljen je bil v 18. stoletju. Kvadratna stavba s petimi nadstropji meri približno 20 metrov. Njeni zidovi so debeli deset metrov, s tremi okni v četrtem in petem nadstropju. Edini vhod je pri vratih v drugem nadstropju, dostopen po kamnitem stopnišču. Na južni steni četrtega nadstropja je ohranjena odprtina, ki je služila za obrambo; odprtina v petem nadstropju je bila namenjena odvajanju umazane vode.

### Dom kulture Ivan Mazov-Klime
Dom kulture Ivan Mazov-Klime je bil ustanovljen leta 1952, ansambel pa je bil ustanovljen leta 1953. Folklorni ansambel Tikveš šteje 115 članov in izvaja uprizorjene ljudske pesmi in plese po vsej domovini in tujini.

### Mestni muzej in galerija
Mestni muzej, zgrajen leta 1973 in odprt za javnost leta 1976, hrani številne zgodovinske, arheološke in kulturne eksponate. Galerija prikazuje dela lokalnih in mednarodnih umetnikov, ki vsako leto organizirajo pet do osem razstav.

## Pobratena mesta
Kavadarci so pobrateni z:
- Boljevac, Srbija
- Dobrić, Bolgarija
- Gornji Milanovac, Srbija
- Kemalpaşa, Turčija
- Kovin, Srbija
- Makarska, Hrvaška
- Năsăud, Romunija
- občina Panagyurište, Bolgarija
- občina Pernik, Bolgarija
- občina Pleven, Bolgarija
- občina Rožaje, Črna gora